# Uonukuhahake
Uonukuhahake est un îlot dans le groupe d'îles de Ha'apai, aux Tonga. Elle est inhabitée.

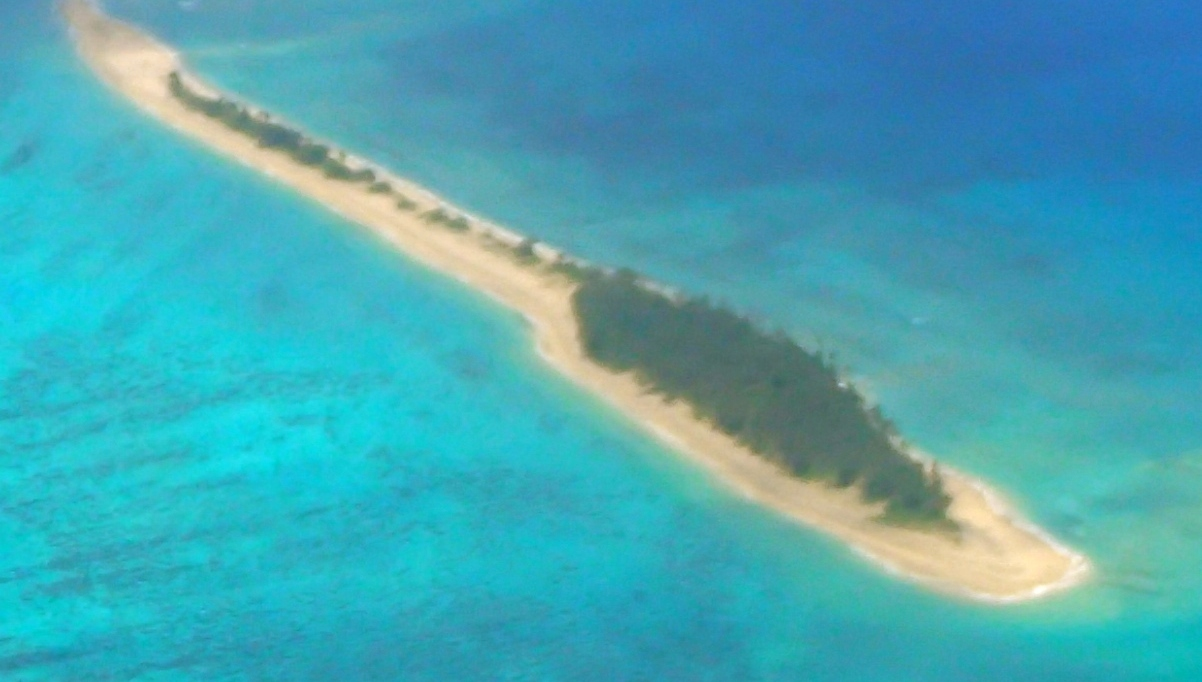
Uonukuhahake vue de près.